# Камизяцький район
Камизя́цький район (рос. Камызякский район) — адміністративна одиниця, муніципальний район Російської Федерації, у складі Астраханської області. Адміністративний центр району — місто Камизяк.

## Географія

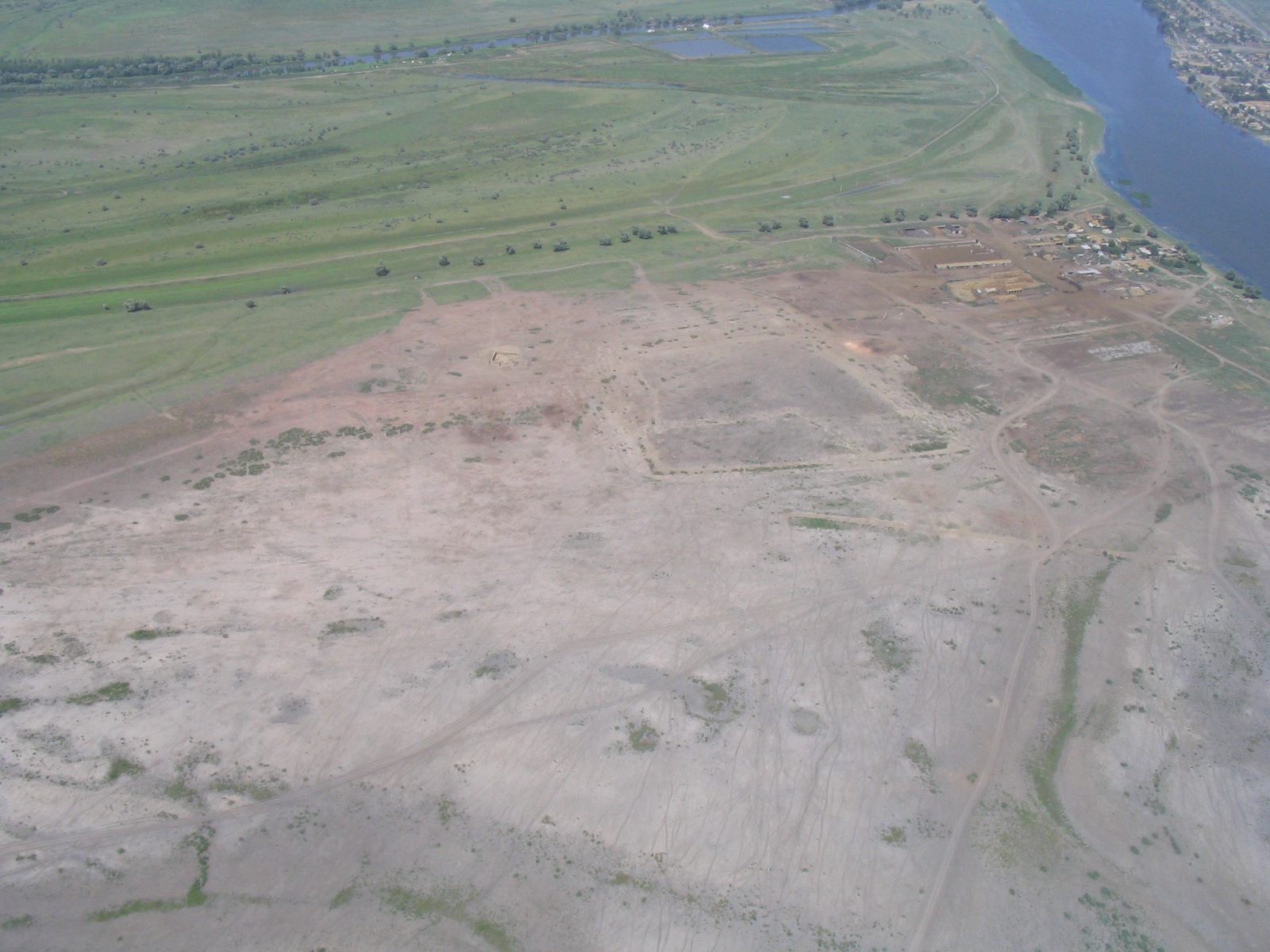
Вигляд з висоти польоту

Район розташований у межах Прикаспійської низовини на півдні Астраханської області у дельті річки Волга. Рельєф представлений пласкою дельтовою рівниною. На півночі район межує з Приволзьким районом, на сході — з Володарським, на заході — з Ікрянинським районом. На півдні район виходить до Каспійського моря. Площа району становить 3493,43 км², земельний фонд 5204,43 км², з яких під водоймами 3014,47 км², під сільськогосподарськими угіддями 1362,97 км², під болотами 432,09 км², ліси займають всього 93,16 км².
Територія району знаходиться у зоні, яка підлягає впливу процесів, пов'язаних із трансгресією Каспійського моря, і має статус «зони підвищеного ризику». Територія помережана великою кількістю рукавів та проток річки Волга, які за принципом опахала розбиваються на дрібніші по мірі наближення до моря. Найбільшими водними артеріями є річки Кізань, Стара Волга, Іванчуг, Табола.
Серед корисних копалин видобувається цегляна глина, район має запаси мінеральних вод. Останнім часом почались пошуково-розвідувальні роботи на Полдневсько-Промисловській структурі та перехід до промислового видобутку вуглеводневої сировини.

### Острови
До складу району адміністративно входить ряд островів розташованих у дельті Волги:
- Коневський
- Баткачний
- Лихачов
- Нижній
- Малий Сетний
- Великий Сетний
- Малий Зюдостинський
- Великий Зюдостинський

## Історія

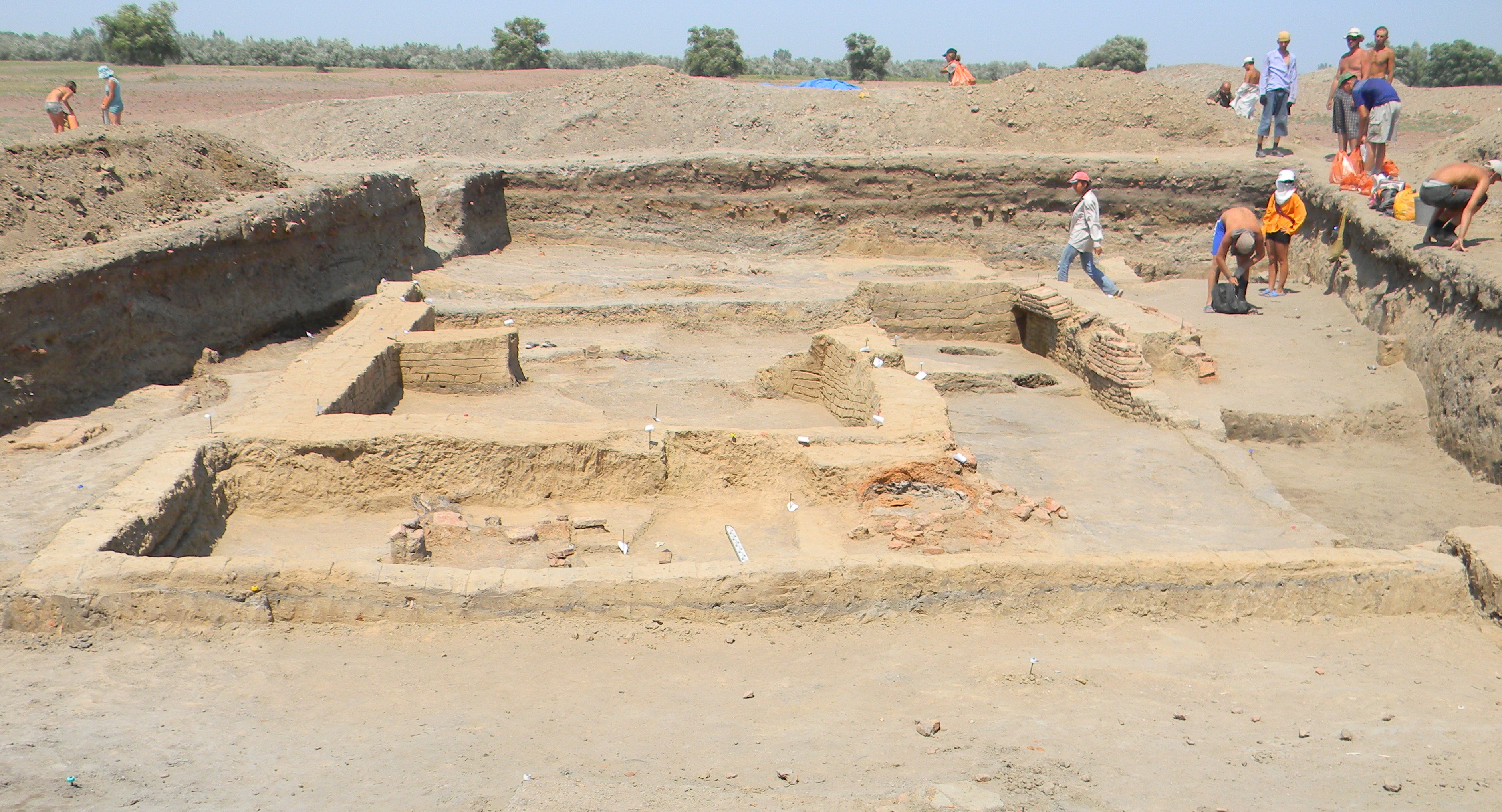
Самосдельське городище

У межах району знаходиться Самосдельське городище — пам'ятка архітектури, залишки середньовічного поселення, на якому активно проводяться археологічні розкопки.
Район був утворений 14 липня 1925 року згідно з постановами Астраханського губернського виконкому та президії Всеросійського ЦВК від 6 липня. До складу новоутвореного району увійшли повністю Камизяцька волость, частково Началовська, Семибугрівська та Чаганська волості. На момент утворення району до його складу входили 49 населених пункти з населенням 28852 особи. Діяло 15 шкіл, дитячий будинок, 2 лікарні, суд, міліція, 2 поштових відділення. Першими керівниками були М. П. Зверєв, І. І. Шорохов, В. П. Шашунов. До кінця 1927 року у районі були створені перші 2 колгоспи, наступного 1928 року — ще 32, які займались в основному рибальством.
У травні 1944 Камизяцький район був розукрупнений, частини передані до Травінського та Зеленгинського районів. Населення меншого району становило 22072 особи, він складався з 10 сільрад і мав площу 1083,06 км². У районі діяло 14 колгоспів, МТС, 7 підприємств, 26 шкіл, 4 дитячих садочки, 4 лікарні, кінотеатр, 3 бібліотеки, будинок культури, готель. В роки Другої світової війни понад 11 тисяч жителів району брали участь у боях, не повернулось близько 4 тисяч. Звання Героя Радянського Союзу отримали 4 осіб — Кононенко А. А., Кошманов М. М., Смірнов П. М. та Ніконов К. П.
З 1961 року у районі почались створюватись радгоспи, першим був «Травінський» у селі Самосделка. До початку 1970-их років вже було створено 9 радгоспів. У лютому 1963 року Травінський район був ліквідований і переданий назад до складу Камизяцького.

## Склад населення

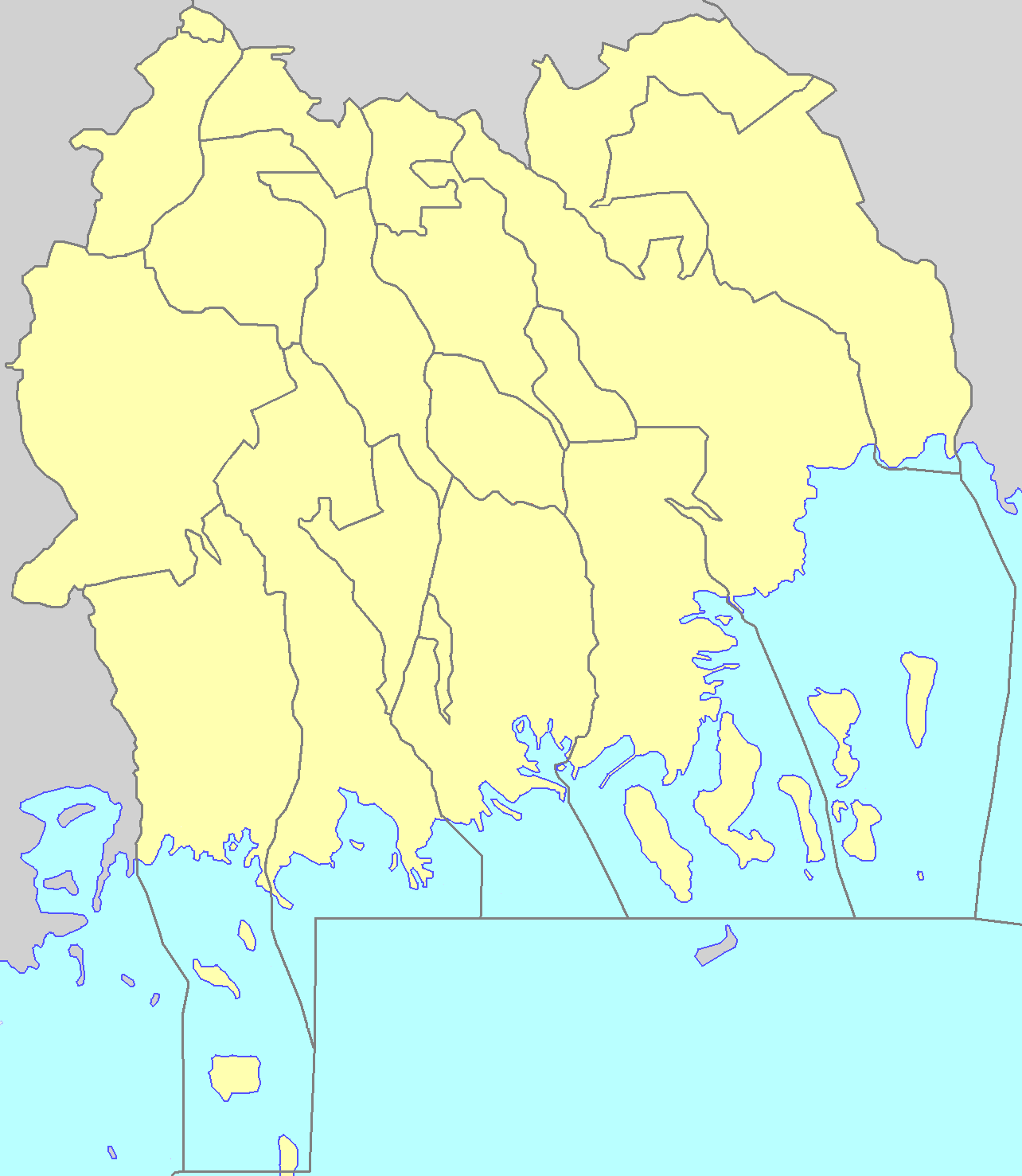
АТП району

У цьому районі проживає суттєва казахська національна меншина, яка становить 32,7 %.
До складу району входять 3 міських та 17 сільських поселень, які об'єднують 1 місто, 2 смт та 44 сільських населених пункти (26 сіл та 18 селищ). Станом на 2010 рік існувало Каспійське сільське поселення, яке складалось з одного селища Каспій, але воно було включене до складу Раздорського сільського поселення.
| Поселення                          | Площа, км² | Населення, осіб (2010) | Населення, осіб (2012) | Центр               | Населені пункти |
| ---------------------------------- | ---------- | ---------------------- | ---------------------- | ------------------- | --------------- |
| Камизяцька міська рада             | -          | 16314                  | 16289                  | Камизяк             | 1               |
| Волго-Каспійська селищна рада      | -          | 2581                   | 2532                   | Волго-Каспійський   | 1               |
| Кіровська селищна рада             | -          | 2249                   | 2221                   | Кіровський          | 1               |
| Верхньокалиновська сільська рада   | -          | 1345                   | 1349                   | Верхньокалиновський | 2               |
| Жан-Аульська сільська рада         | -          | 1036                   | 1036                   | Жан-Аул             | 2               |
| Іванчузька сільська рада           | -          | 1890                   | 1912                   | Іванчуг             | 2               |
| Каралатська сільська рада          | -          | 1468                   | 1447                   | Каралат             | 2               |
| Караулинська сільська рада         | -          | 2269                   | 2278                   | Караульне           | 6               |
| Леб'яжинська сільська рада         | -          | 953                    | 970                    | Леб'яже             | 2               |
| Ніколо-Комаровська сільська рада   | -          | 1402                   | 1387                   | Нікольське          | 3               |
| Новотузуклейська сільська рада     | -          | 3001                   | 2963                   | Тузуклей            | 4               |
| Образцово-Травінська сільська рада | -          | 3386                   | 3405                   | Образцово-Травіно   | 3               |
| Полдневська сільська рада          | -          | 1086                   | 1077                   | Полдневе            | 2               |
| Раздорська сільська рада           | -          | 2287                   | 2335                   | Раздор              | 5               |
| Самосдельська сільська рада        | -          | 1692                   | 1709                   | Самосделка          | 5               |
| Семибугоринська сільська рада      | -          | 2555                   | 2626                   | Семибугри           | 3               |
| Уваринська сільська рада           | -          | 1219                   | 1212                   | Увари               | 2               |
| Чаганська сільська рада            | -          | 1464                   | 1478                   | Чаган               | 1               |
| Чапаєвська сільська рада           | -          | 450                    | 442                    | Чапаєво             | 1               |

### Найбільші населені пункти
| №  | Населений пункт     | Населення, осіб (2010) | Населення, осіб (2012) |
| -- | ------------------- | ---------------------- | ---------------------- |
| 1  | Камизяк             | 16 314                 | 16 289                 |
| 2  | Образцово-Травіно   | 2 730                  | 2 755                  |
| 3  | Волго-Каспійський   | 2 581                  | 2 532                  |
| 4  | Тузуклей            | 2 273                  | 2 247                  |
| 5  | Кіровський          | 2 249                  | 2 221                  |
| 6  | Семибугри           | 1 778                  | 1 814                  |
| 7  | Чаган               | 1 464                  | 1 478                  |
| 8  | Іванчуг             | 1 423                  | 1 444                  |
| 9  | Верхньокалиновський | 1 331                  | 1 335                  |
| 10 | Самосделка          | 1 240                  | 1 229                  |

## Господарство

### Промисловість та сільське господарство
Район займає третє місце в області за кількістю підприємств. Тут діє 34 промислових та 14 сільськогосподарських підприємства. Найбільшими є Волго-Каспійський судноремонтний завод, завод «Камос» (обробка овочів), ТОВ «Рис», 2 цегляних заводи, лісгосп, друкарня, хлібопекарня. З 1980 року район є основним постачальником рису та овочів.

### Транспорт

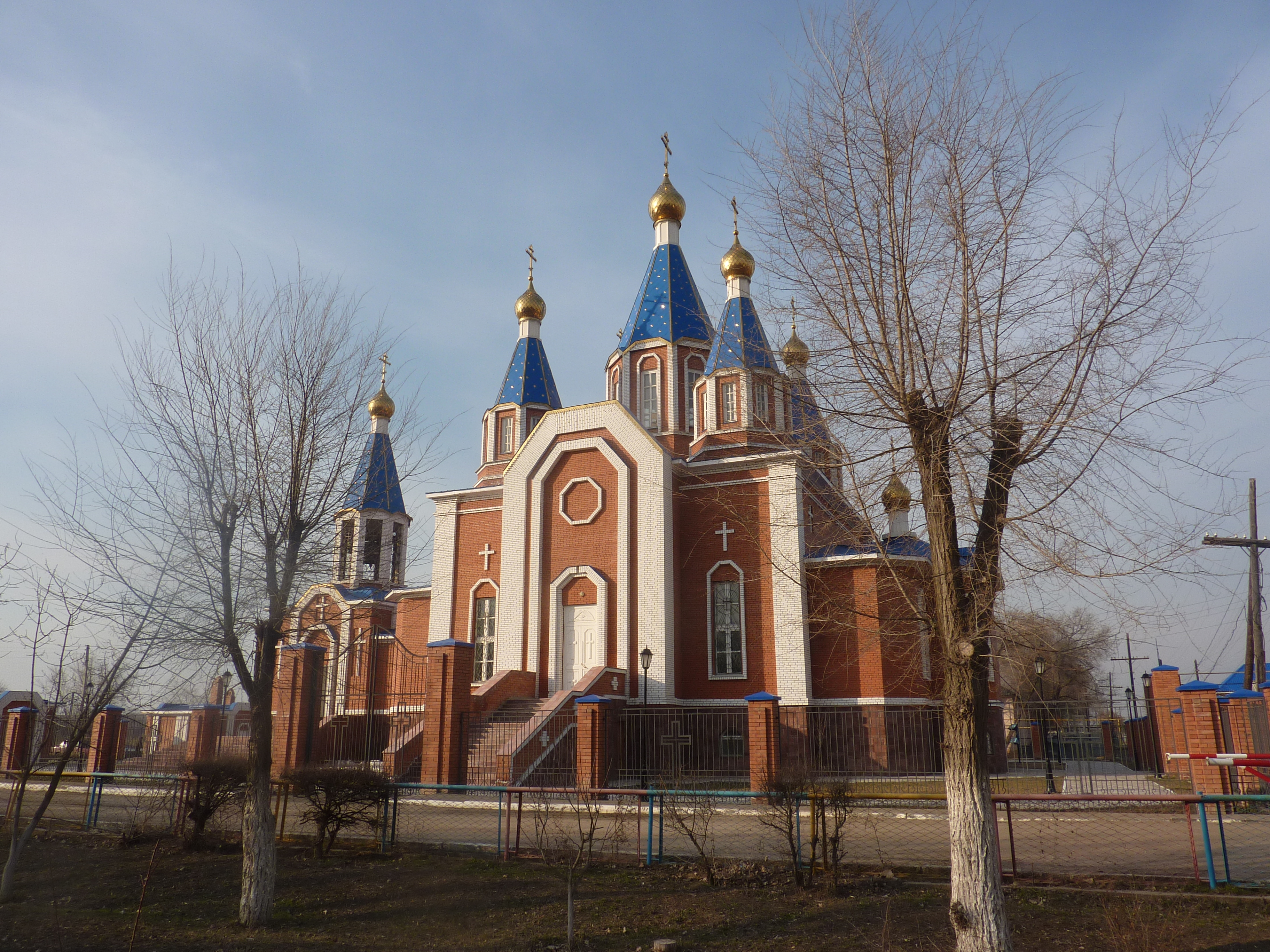
Церква Смоленської ікони Божої Матері у місті Камизяк

Основними шляхами району є автомобільні та річкові. Автошляхи мають розгалужену систему з півночі на південь, загальна їхня довжина 295,12 км. Складністю будівництва доріг є наявність водної мережі річок та перетин водних перешкод за допомогою поромів та мості. На сьогодні у районі збудовано 25 мостів загальною протяжністю 2,177 км, діє 3 понтони та 6 поромних переправ. Основними автомобільними напрямками району є Астрахань — Камизяк — Кіровський з відгалуженням Камизяк — Каралат та Астрахань — Чаган — Образцово-Травіно.

## Соціальна сфера
Серед закладів освіти у районі діє 44 школи, у місті Камизяк є сільськогосподарський коледж та ПТУ № 24, центр дитячої творчості, клуб юних моряків, 2 ДЮСШ, ліцей. Медицина представлена 2 районними та 4 дільничими лікарнями, 2 амбулаторіями та 35 ФАПами. За культуру в районі відповідають 43 клуби, 29 бібліотек, громадський музей «Із історії Камизяцького краю».

### Астраханський заповідник
В межах району знаходяться Дамчицький та Трьохізбинський кластери Астраханського державного заповідника. На території першої ділянки знаходиться музей природи.